# Дурды, Курбан
Дурды Курбан (25 октября 1917 — 12 февраля 1976) — командир стрелкового отделения 389-го стрелкового полка 176-й стрелковой дивизии 9-й армии Южного фронта, младший сержант, Герой Советского Союза (1941). Герой Туркменистана.

## Биография
Родился 12 (25) октября 1917 года в ауле Конгур-Яб ныне Сакарчагинского этрапа Марыйского велаята Туркменистана. Туркмен. Окончив 6 классов, работал в колхозе.
В Красную Армию призван в сентябре 1938 года. Окончил полковую школу в 1939 году. Участвовал в походе советских войск в Западную Украину в 1939 году.
Великая Отечественная война застала его на границе с Румынией. Младший сержант Дурды у села Единцы (ныне город в Молдавии) 22 июня 1941 года принял свой первый бой, не раз водил солдат в атаку.
26 июня 1941 года Дурды получил очень ответственное боевое задание: вместе со своим отделением произвести разведку сил и средств противника и захватить пленных. Выполняя приказ, Дурды во главе отделения бесшумно переправился через реку Прут, обходя опорные пункты противника, вышел на тылы его войск. Он разведал численность группировки врага, действовавшего перед полком, его огневые средства. Блестяще выполнив боевую задачу, младший сержант с бойцами отделения возвращался в расположение своей части. На пути следования бойцы столкнулись со взводом румын. В ночном бою отделение уничтожило 11 солдат противника, а остальные были взяты в плен.
27 июля 1941 года разгорелся напряженный бой за овладение высотой. Дурды Курбан трижды водил в атаку отделение. Несмотря на тяжелое ранение (разрывом снаряда ему оторвало руку), он в последний раз поднял отделение и повёл в атаку. В упорном бою советские подразделения отстояли высоту.
Звание Героя Советского Союза с вручением ордена Ленина и медали «Золотая Звезда» (№ 649) Дурды Курбану присвоено Указом Президиума Верховного Совета СССР от 9 ноября 1941 года.
В сентябре 1941 года демобилизован по ранению. В 1947 году окончил педагогический институт в Ашхабаде. Был директором Музея истории Академии Наук Туркмении.
Умер 12 февраля 1976 года. Похоронен в селе Кеши Ашхабадского района Ашхабадской области Туркмении.
Награждён орденом Ленина, медалями. Посмертно удостоен высшей степени отличия Туркмении — звания «Герой Туркменистана».
Почётный гражданин города Единцы.